# Lygromma quindio
Espèce
Lygromma quindio est une espèce d'araignées aranéomorphes de la famille des Prodidomidae.

## Distribution
Cette espèce est endémique du département de Quindío en Colombie,. Elle se rencontre vers Calarcá.

## Description
Le mâle holotype mesure 3,76 mm et la femelle paratype 3,11 mm.

## Systématique et taxinomie
Cette espèce a été décrite par Platnick et Shadab en 1976.

## Étymologie
Son nom d'espèce lui a été donné en référence au lieu de sa découverte, le département de Quindío.

## Publication originale
- Platnick & Shadab, 1976 : « A revision of the spider genera Lygromma and Neozimiris (Araneae, Gnaphosidae). » American Museum novitates, no 2598, p. 1-23 (texte intégral).